# Poza Azul de los Reyes
Poza Azul de los Reyes är en ort i Mexiko.   Den ligger i kommunen Tihuatlán och delstaten Veracruz, i den sydöstra delen av landet, 200 km nordost om huvudstaden Mexico City. Poza Azul de los Reyes ligger 133 meter över havet och antalet invånare är 955.
Terrängen runt Poza Azul de los Reyes är platt åt nordost, men åt sydväst är den kuperad. Runt Poza Azul de los Reyes är det ganska tätbefolkat, med 104 invånare per kvadratkilometer. Närmaste större samhälle är Venustiano Carranza, 12,7 km söder om Poza Azul de los Reyes. Omgivningarna runt Poza Azul de los Reyes är en mosaik av jordbruksmark och naturlig växtlighet.